# グリニス・ジョンズ
グリニス・ジョンズ（Glynis Johns、1923年10月5日 - 2024年1月4日）は、ウェールズの女優。グリニス・ジョーンズとも表記される。
父親は俳優のマーヴィン・ジョーンズ、母親はピアニスト。両親の公演先の南アフリカ連邦（当時）・プレトリアで産まれる。
スティーヴン・ソンドハイム作のミュージカル「リトル・ナイト・ミュージック」でトニー賞 ミュージカル主演女優賞とドラマ・デスク・アワードミュージカル主演女優賞を受賞した。映画では『怪人カリガリ博士』や『メリー・ポピンズ』などへの出演で知られる。
2024年1月4日、死去。100歳没。

## 主な出演作品
- 格子なき牢獄 Prison Without Bars (1938)
- バグダッドの盗賊 The Thief of Bagdad (1940) クレジットなし
- 潜水艦轟沈す 49th Parallel (1941)
- 理想の夫 An Ideal Husband (1947)
- 恋の人魚 Miranda (1948)
- 絶壁の彼方に State Secret (1950)
- 剣と薔薇 The Sword and the Rose (1953)
- 憧れの小径 Personal Affair (1953)
- 豪族の砦 Rob Roy: The Highland Rogue (1953)
- マオリ族の怒り The Seekers (1954)
- 島のならず者 The Beachcomber (1954)
- 地獄の喝采 Gigolo and Gigolette (1955)
- ダニー・ケイの黒いキツネ The Court Jester (1955)
- 負けた者がみな貰う Loser Takes All (1956)
- 八十日間世界一周 Around the World in 80 Days (1956)
- 白い丘 All Mine to Give (1957)
- 地獄で握手しろ Shake Hands with the Devil (1959)
- サンダウナーズ The Sundowners (1960)
- 怪人カリガリ博士 The Cabinet of Caligari (1962)
- チャップマン報告（レポート） The Chapman Report (1962)
- パパは王様 Papa's Delicate Condition (1963)
- 奥さま!事件です Glynis (1963) テレビドラマ
- メリー・ポピンズ Mary Poppins (1964)
- ボクいかれたヨ! Dear Brigitte (1965)
- 怪鳥人間バットマン Batman (1967) テレビドラマ
- 墓場にて/魔界への招待・そこは地獄の始発駅 The Vault of Horror (1973)
- ヌーキー Nukie (1987)
- ゼリーと私 Zelly and Me (1988)
- サイレントナイト/こんな人質もうこりごり The Ref (1994)
- あなたが寝てる間に… While You Were Sleeping (1995)
- スーパースター/爆笑スター誕生計画 Superstar (1999)